# Solto Collina
Solto Collina é uma comuna italiana da região da Lombardia, província de Bérgamo, com cerca de 1.512 habitantes. Estende-se por uma área de 12 km², tendo uma densidade populacional de 126 hab/km². Faz fronteira com Castro, Endine Gaiano, Fonteno, Pianico, Pisogne (BS), Riva di Solto, Sovere.

## Demografia
| Variação demográfica do município entre 1861 e 2011                               |
|                                                                                   |
| Fonte: Istituto Nazionale di Statistica (ISTAT) - Elaboração gráfica da Wikipedia |